# 기요네역
기요네역(일본어: 清音駅)은 일본 오카야마현 소자시에 위치한 서일본 여객철도 · 이바라 철도의 철도역이다. 하쿠비 선과 이바라 철도 이바라 선의 2개 노선이 운행하고 있으며, 단선 · 섬식의 형태를 합친 2면 3선 구조의 복합 승강장을 갖춘 지상역이다.

## 타는 곳

### 서일본 여객철도
| 1 | ■ 하쿠비 선               | 하행                      | 니미 · 요나고 방면        |
| 2 | (이바라 선 열차의 통과만) | (이바라 선 열차의 통과만) | (이바라 선 열차의 통과만) |
| 3 | ■ 하쿠비 선               | 상행                      | 구라시키 · 오카야마 방면  |

### 이바라 철도
| 2 | ■ 하쿠비 선 | 상행 | 소자 방면            |                  |
| 2 | ■ 하쿠비 선 | 하행 | 이바라 · 간나베 방면 | 통상은 이 승강장 |
| 3 | ■ 하쿠비 선 | 하행 | 이바라 · 간나베 방면 | 엇갈릴 때 만     |

## 이용 현황
| 연도 | 1일 평균  | 1일 평균    |
| 연도 | JR 서일본 | 이바라 철도 |
| ---- | --------- | ----------- |
| 1999 | 1,850     |             |
| 2000 | 1,840     |             |
| 2001 | 1,787     |             |
| 2002 | 1,714     |             |
| 2003 | 1,739     | 661         |
| 2004 | 1,731     | 594         |
| 2005 | 1,708     |             |
| 2006 | 1,698     | 582         |
| 2007 | 1,692     |             |
| 2008 | 1,688     | 604         |
| 2009 | 1,724     |             |
| 2010 | 1,709     | 530         |
| 2011 | 1,739     |             |

## 역 주변
- 국도 제486호선

## 인접 역
| 서일본 여객철도 하쿠비 선 | 서일본 여객철도 하쿠비 선 | 서일본 여객철도 하쿠비 선 |
| ------------------------- | ------------------------- | ------------------------- |
| 구라시키 오카야마 방면    | ■ 하쿠비 선               | 소자 니미·호키다이센 방면 |
| 이바라 철도 이바라 선     |                           |                           |
| 소자 소자 방면            | ■ 이바라 선               | 가와베주쿠 간나베 방면    |